# 낙성대동
낙성대동(落星垈洞)은 서울특별시 관악구의 행정동이다.

## 개요
낙성대동은 고려의 강감찬 장군이 태어난 낙성대와 장군의 사당 안국사가 있는 낙성대공원이 잘 조성된 곳이다. 이뿐만 아니라 지하철 2호선 낙성대역을 이용해 관악산 둘레길 제1구간을 쉽게 접할 수 있으며, 서울영어마을 관악캠프와 서울특별시과학전시관, 싱글벙글교육센터, 구민종합체육센터 등 문화, 교육, 체육 등 문화시설이 있고, 관악산 자락에 위치하여 환경이 쾌적한 지역이다.
낙성대동은 1975년 10월 1일 봉천4동에서 봉천7동으로 분동되었고, 인구의 급증으로 1985년 9월 1일에 동쪽이 봉천11동으로 분동되어 전형적인 중산층 주거 지역으로 발전되어 왔다. 2008년 9월 1일로 봉천7동에서 현재의 낙성대동으로 동 명칭이 변경되었다. 관내에 있는 낙성대에서 유래하였다.

## 법정동
- 봉천동

## 교육
- 인헌초등학교
- 서울대학교

## 교통
- 서울 지하철 2호선
  - 낙성대역